# Michael Jackson & Friends

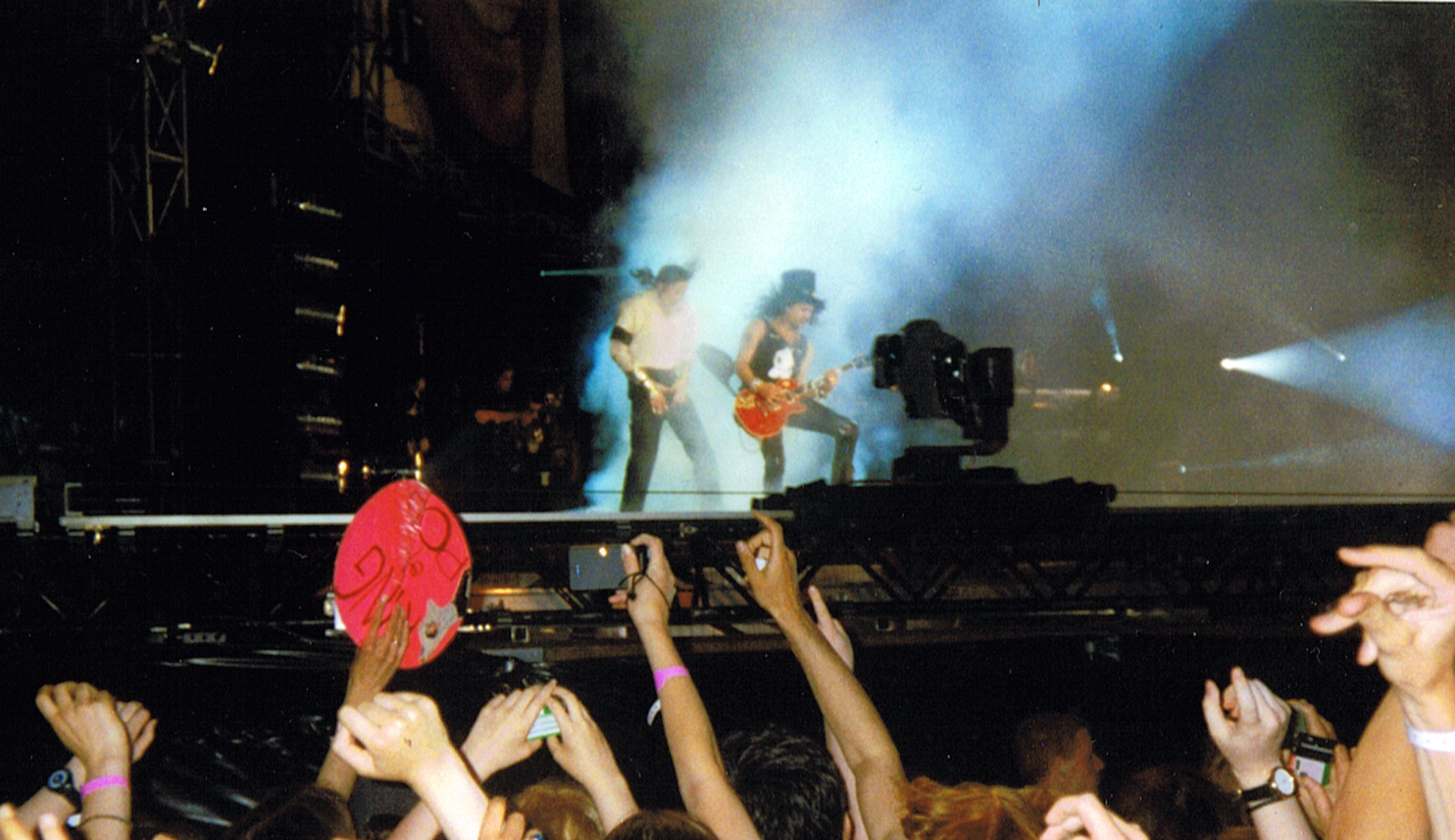
Michael Jackson und Slash auf der Bühne

Michael Jackson & Friends waren zwei Stadionkonzerte des Sängers Michael Jackson im Jahr 1999, an denen auch zahlreiche andere Künstler teilnahmen, darunter Slash von Guns N’ Roses. Ziel der Tournee war es, Spenden für Kinder im Kosovo, in Afrika und anderswo zu sammeln. Das erste fand am 25. Juni in Seoul, Südkorea, statt (genau ein Jahrzehnt vor seinem Tod) und das zweite am 27. Juni in München, Deutschland.

## Setlist
Medley:
1. Don’t Stop ’Til You Get Enough
2. The Way You Make Me Feel
3. Scream (enthält Auszüge aus „Jam“)
4. Black or White (enthält Auszüge aus „Beat It“ und „Thriller“)
5. Billie Jean
6. Dangerous (enthält Auszüge aus "Smooth Criminal")
7. Earth Song
8. You Are Not Alone
9. Heal The World (Instrumental)

## Künstler
Seoul: H.O.T., Andy Lau, Coco Lee, Scorpions, S.E.S., Slash, Steven Seagal, Mariah Carey, Boyz II Men, Patricia Kaas, Vanessa-Mae, Barenaked Ladies, Angela Gheorghiu, Philipp Kirkorov, Spirit of the Dance, Status Quo, Luther Vandross
München: Scorpions, Slash, Udo Jürgens, Mario Adorf, Roberto Alagna, Patricia Kaas, All Saints, Barenaked Ladies, Andrea Bocelli, Ar Rahman, Boyzone, Angela Gheorghiu, Status Quo, The Kelly Family, Philipp Kirkorov, Helmut Lotti, Vanessa-Mae, Peter Maffay, Alan Parsons, André Rieu, Sasha, Ringo Starr, Zucchero, Luther Vandross.

## Hintergrund

### ZDF-Fernsehspecial aus München
Das Konzert aus München wurde als ZDF-Fernsehspecial live aus dem Olympiastadion von Thomas Gottschalk und Michelle Hunziker präsentiert.

### Brückenunfall in München
Beim Konzert in München stürzte bei der Aufführung des „Earth Song“ der mittlere Teil der Brücke ein, nachdem er sich in die Luft erhoben hatte. Zwar war dieser Absturz geplant, aber er geriet viel zu schnell und zu tief nach unten. Jackson kletterte aus der Grube, in der der Mechanismus gelandet war, und setzte den Song fort, ohne einen Takt zu verpassen. Der Gitarrist Slash, der sich zu diesem Zeitpunkt auf der Hauptbühne befand, setzte seinen Auftritt ebenfalls fort, ohne einen Takt zu verpassen, und eilte auf die Bühne, um sich in Sicherheit zu bringen. Jackson beendete das Konzert, wurde aber anschließend in das Klinikum Rechts der Isar gebracht. Er erlitt eine beschädigte Wirbelsäule, einen verstauchten Knöchel, einen Nervenschock und leichte Verbrennungen an den Armen. Keiner der Fans, der Crew oder der Ersatzkünstler wurde verletzt. Nach Angaben von Kenny Ortega, dem Leiter der Shows, wurde bestätigt, dass es sich bei dem Absturz um ein mechanisches Versagen des Krans handelte.
Derselbe Stunt war beim ersten Konzert in Seoul ohne Zwischenfälle durchgeführt worden.

### Komplizierte Umsetzung
Laut dem französischen Magazin Black and White waren die beiden Konzerte sehr schwierig zu organisieren. Die vielen Künstler, die nacheinander auftraten, stellten die Tontechniker und andere Techniker vor erhebliche Probleme (z. B. Playback- und Mikrofonprobleme). Außerdem mussten einige Künstler aus persönlichen oder beruflichen Gründen in letzter Minute absagen, wie z. B. Luciano Pavarotti (Stimmverlust), Nigel Kennedy, Blackstreet, Rod Stewart oder Elizabeth Taylor (krank).

### Millenniumskonzerte
Am 31. Dezember 1999 und am 1. Januar 2000 sollte Jackson im Aloha Stadium auf Hawaii, USA, und im Stadium Australia in Sydney, Australien, auftreten. Diese Pläne wurden später abgesagt.